# دوودلبی ناد اورلیتسی
دوودلبی ناد اورلیتسی (به چکی: Doudleby nad Orlicí) یک منطقهٔ مسکونی در جمهوری چک است که در ناحیه ریخنوف ناد کنیژنوو واقع شده‌است.